# Салливан (тауншип, Миннесота)
Салливан (англ. Sullivan) — тауншип в округе Полк, Миннесота, США. На 2000 год его население составило 174 человека.

## География
По данным Бюро переписи населения США площадь тауншипа составляет 92,5 км², из которых 92,3 км² занимает суша, а 0,2 км² — вода (0,25 %).

## Демография
По данным переписи населения 2000 года здесь находились 174 человека, 61 домохозяйство и 48 семей. Плотность населения —  1,9 чел./км². На территории тауншипа расположено 64 постройки со средней плотностью 0,7 построек на один квадратный километр. Расовый состав населения: 98,85 % белых, 0,57 % коренных американцев и 0,57 % приходится на две или более других рас.
Из 61 домохозяйства в 44,3 % воспитывались дети до 18 лет, в 72,1 % проживали супружеские пары, в 1,6 % проживали незамужние женщины и в 19,7 % домохозяйств проживали несемейные люди. 16,4 % домохозяйств состояли из одного человека, при том 8,2 % из — одиноких пожилых людей старше 65 лет. Средний размер домохозяйства — 2,85, а семьи — 3,18 человека.
28,7 % населения — младше 18 лет, 7,5 % — в возрасте от 18 до 24 лет, 31,0 % — от 25 до 44, 21,8 % — от 45 до 64, и 10,9 % — старше 65 лет. Средний возраст — 37 лет. На каждые 100 женщин приходилось 104,7 мужчин. На каждые 100 женщин старше 18 приходилось 113,8 мужчин.
Средний годовой доход домохозяйства составлял 45 250 долларов, а средний годовой доход семьи —  54 375 долларов. Средний доход мужчин —  29 167  долларов, в то время как у женщин — 22 750. Доход на душу населения составил 16 360 долларов. За чертой бедности не находилась ни одна семья и 2,2 % всего населения тауншипа, из которых 10,5 % старше 65 лет.